# Prochora shahidi
Espèce
Prochora shahidi est une espèce d'araignées aranéomorphes de la famille des Miturgidae.

## Distribution
Cette espèce est endémique du Pakistan. Elle se rencontre vers Islamabad dans les Shakarparian Hills.

## Description
Le mâle holotype mesure 6,67 mm et la femelle paratype 11,50 mm.

## Systématique et taxinomie
Cette espèce a été décrite par Jaffry, Butt et Zahra en 2025.

## Étymologie
Cette espèce est nommée en l'honneur de Shahid Ali Jaffry.

## Publication originale
- Jaffry, Butt & Zahra, 2025 : « A new species of Prochora Simon, 1886 (Araneae: Miturgidae) and some new records of superfamily Lycosoidea (Araneae) from Margalla Hills National Park, Pakistan. » Pakistan Journal of Zoology, vol. 57, no 5, p. 2079-2087.